# Dick Norman
Dick Norman (Waregem, 1 maart 1971) is een voormalig Belgisch linkshandige tennisspeler. Hij was professional van 1991 tot 2013.

## Tennisloopbaan
Normans belangrijkste feit uit zijn carrière was zijn verrassende vierde ronde op Wimbledon in 1995, waarbij hij zich onder andere langs Pat Cash en Stefan Edberg tenniste. Daarnaast wist hij in 2009 de dubbelfinale te bereiken van Roland Garros en de halve finale van Wimbledon, beide met Wesley Moodie. Hij organiseerde samen met zijn vrouw de AXA Belgian Masters, een exhibitietoernooi dat hij won in 2003, 2007 en 2008. Norman stopte in 2009 met het enkelspel, maar dubbelde nog verder tot juni 2013 waarna hij definitief stopte met het professionele circuit.

## Persoonlijk
Norman is getrouwd en heeft drie kinderen.

## Palmares

### Dubbelspel
| Legenda                       | Legenda               |
| ----------------------------- | --------------------- |
| Grand Slam                    |                       |
| Olympische Spelen             |                       |
| tot 2009                      | vanaf 2009            |
| Tennis Masters Cup            | ATP Finals            |
| ATP Masters Series            | ATP Tour Masters 1000 |
| ATP International Series Gold | ATP Tour 500          |
| ATP International Series      | ATP Tour 250          |

| Nr.                               | Datum           | Toernooi         | Ondergrond    | Partner         | Tegenstanders in finale           | Score                  |         |
| --------------------------------- | --------------- | ---------------- | ------------- | --------------- | --------------------------------- | ---------------------- | ------- |
| gewonnen finales mannendubbelspel |                 |                  |               |                 |                                   |                        |         |
| 1.                                | 7 januari 2007  | ATP Chennai      | Hardcourt     | Xavier Malisse  | Rafael Nadal Tomeu Salvá          | 7-6(6), 7-6(4)         | details |
| 2.                                | 8 februari 2009 | ATP Johannesburg | Hardcourt     | James Cerretani | Rik De Voest Ashley Fisher        | 6-7(7), 6-2, [14-12]   | details |
| 3.                                | 21 juni 2009    | ATP Rosmalen     | Gras          | Wesley Moodie   | Johan Brunström Jean-Julien Rojer | 7-6(3), 6-7(8), [10-5] | details |
| 4.                                | 6 februari 2011 | ATP Zagreb       | Hardcourt (i) | Horia Tecău     | Marcel Granollers Marc López      | 6-3, 6-4               | details |
| verloren finales mannendubbelspel |                 |                  |               |                 |                                   |                        |         |
| 1.                                | 22 oktober 1995 | ATP Peking       | Tapijt        | Fernon Wibier   | Tommy Ho Sebastien Lareau         | 6-7, 6-7               | details |
| 2.                                | 7 juni 2009     | Roland Garros    | Gravel        | Wesley Moodie   | Lukáš Dlouhý Leander Paes         | 6-3, 3-6, 2-6          | details |
| 3.                                | 5 mei 2012      | ATP München      | Gravel        | Xavier Malisse  | František Čermák Filip Polášek    | 4-6, 5-7               | details |

## Resultaten grandslamtoernooien
| Legenda | Legenda                          |
| ------- | -------------------------------- |
| g.t.    | geen toernooi gehouden           |
| l.c.    | lagere categorie                 |
| –       | niet deelgenomen                 |
| G       | uitgeschakeld in de groepsfase   |
| 1R      | uitgeschakeld in de eerste ronde |
| 2R      | uitgeschakeld in de tweede ronde |
| 3R      | uitgeschakeld in de derde ronde  |
| 4R      | uitgeschakeld in de vierde ronde |
| KF      | uitgeschakeld in de kwartfinale  |
| HF      | uitgeschakeld in de halve finale |
| F       | de finale verloren               |
| W       | het toernooi gewonnen            |
| w-v     | winst/verlies-balans             |

### Enkelspel
| Toernooi        | 1995 | 1996 | 1997 |    | 2002 | 2003 | 2004 | 2005 | 2006 |
| --------------- | ---- | ---- | ---- | -- | ---- | ---- | ---- | ---- | ---- |
| Australian Open | –    | 1R   | –    | –  | 1R   | –    | –    | 2R   |      |
| Roland Garros   | –    | 1R   | 3R   | –  | 1R   | –    | 2R   | 2R   |      |
| Wimbledon       | 4R   | –    | –    | –  | 1R   | –    | 1R   | 1R   |      |
| US Open         | –    | –    | –    | 2R | –    | –    | 1R   | –    |      |

### Mannendubbelspel
| Toernooi        | 1995 | 1996 |    | 2006 | 2007 | 2008 | 2009 | 2010 | 2011 | 2012 | 2013 |
| --------------- | ---- | ---- | -- | ---- | ---- | ---- | ---- | ---- | ---- | ---- | ---- |
| Australian Open | –    | 1R   | 2R | –    | –    | –    | 1R   | 1R   | 1R   | 2R   |      |
| Roland Garros   | –    | –    | –  | –    | –    | F    | HF   | 1R   | 1R   | –    |      |
| Wimbledon       | 1R   | –    | –  | 1R   | 2R   | HF   | HF   | 3R   | 1R   | –    |      |
| US Open         | –    | –    | –  | –    | –    | KF   | KF   | 3R   | 1R   | –    |      |

## Trivia
De All England Lawn Tennis and Croquet Club verzocht Norman zijn T-shirt met daarop de tekst 'Big Dick' niet meer op de heilige gronden van Wimbledon te dragen.